# Frédéric Reech
Frédéric Reech (* 9. September 1805 in Lampertsloch (Elsass); † 6. Mai 1884 in Lorient (Bretagne)) war ein französischer Mathematiker und Marineingenieur. Er gilt als Schöpfer der maritimen Modellversuche.

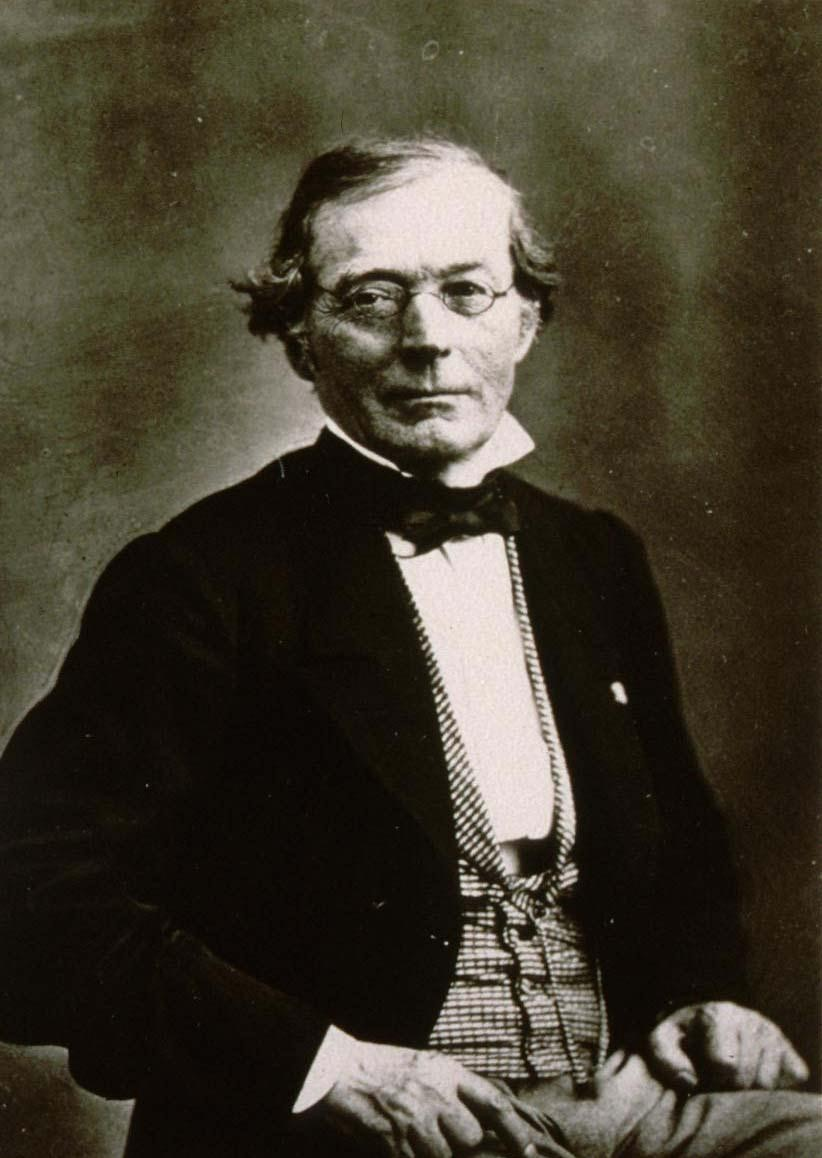
Frédéric Reech (1805–1884)

## Leben
Seine Eltern waren George Henri Reech und Catherine Élisabeth Bauer. Sein Vater war Bauer und  baute später Elsässer Fachwerkhäuser. Er besuchte das collège impérial (Kaiserliches Collège) in Wissembourg. Er fiel schon früh durch seine wache Intelligenz auf und wurde mit 18 Jahren in der École polytechnique in Straßburg aufgenommen, welche er als 6. seines Jahrgangs 1825 abschloss. Am 12. September 1825 begann er an der École maritime in Brest ein Studium. Schon nach einem Jahr bestand er das Abschlussexamen hervorragend. 1829 wurde er zum ingénieur de marine (Marineingenieur) befördert,  ab 1831 arbeitete er für die Schiffswerft in Lorient. Er heiratete 1837 Marie Buret und verbrachte 23 Jahre in Lorient. 

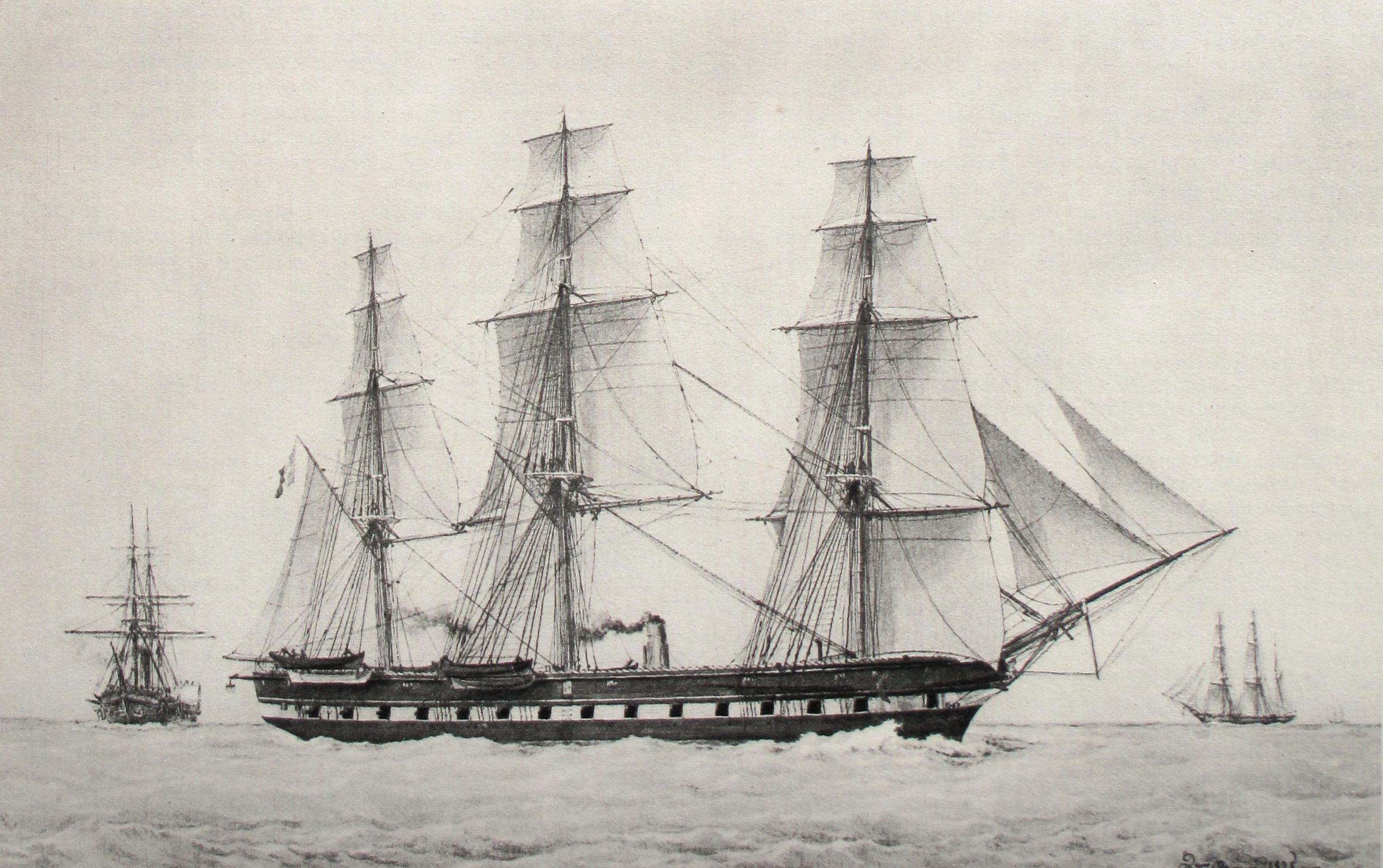
Dampffregatte Pomone 1845

## Tätigkeit und Beiträge zum Schiffsbau
Während seiner Arbeit befasste er sich mit allen Aspekten des Schiffbaus: Konstruktion, Montage, Endausbau, Stapellauf, Reparaturen und Wartung. Zu seiner Zeit fanden wichtige Veränderungen im Schiffsbau statt: die Schaufelräder wurden durch den Propeller (Schiffsschraube) ersetzt, Schiffsrumpf und Deckaufbau änderten sich, stärkere Dampfmaschinen zum Antrieb wurden möglich. Neben seiner Tätigkeit als Ingenieur lehrte er an der neu errichteten École d'application du génie maritime (Schule für angewandten Schiffsbau) in Lorient. Hier entwarf er ein neues, fundamentales Konstruktionsprinzip: Les essais sur maquettes: essais sur les modèles á échelle réduite ou agrandie (Modelltests: Tests an Modellen in verkleinertem oder vergrößertem Maßstab). Sein wichtigster wissenschaftlicher Beitrag betrifft die Strömungslehre. Er erkannte, dass Strömungsprobleme mathematisch schwer oder gar nicht lösbar waren und z. T. noch heute sind, und schlug zur Lösung Modellversuche vor. Noch heute wird diese Methode angewandt.
Er erfand oder verbesserte Werkzeuge für den Schiffsbau: Seilflechtmaschinen und hydraulische Pressen. Er entwarf einen neuen leichten Schiffstyp, der mit der Brandon realisiert wurde und der seinen Erwartungen entsprach. 1841 wurde Reech zum Chefingenieur befördert und 1854 zum Direktor des Schiffbaus. 1854 wurde die Écolde d'appication du génie maritime nach Paris verlegt und er blieb ihr Direktor bis zu seiner Pensionierung 1870.

## Lebensende
Eigentlich wollte er sich im Elsass zur Ruhe setzen, da dies aber 1871 von Deutschland annektiert worden war, zog er sich nach Lorient zurück, wo er 1884 starb. Sein Leichnam wurde in Lampertsloch an der Seite seinen Vaters begraben, wo sich sein Grab noch heute befindet. Nach seinem Tod geriet er in Vergessenheit, 1942 erschien in einer deutschen Fachzeitschrift ein Artikel über ihn, der seine Wiederentdeckung bewirkte.
In Straßburg ist eine Straße nach ihm benannt.